# Saint-Médard-sur-Ille
Pour les articles homonymes, voir Saint-Médard.
Saint-Médard-sur-Ille est une commune française située dans le département d'Ille-et-Vilaine en région Bretagne,
peuplée de 1 350 habitants. Elle fait partie de la communauté de communes du Val d'Ille-Aubigné.

## Géographie
Comme les communes voisines de Saint-Germain-sur-Ille et Montreuil-sur-Ille, le bourg de Saint-Médard-sur-Ille est situé sur la rive gauche de l'Ille, en contre-haut du cours d'eau. C'est un territoire vallonné, où le bocage subsiste par endroits.

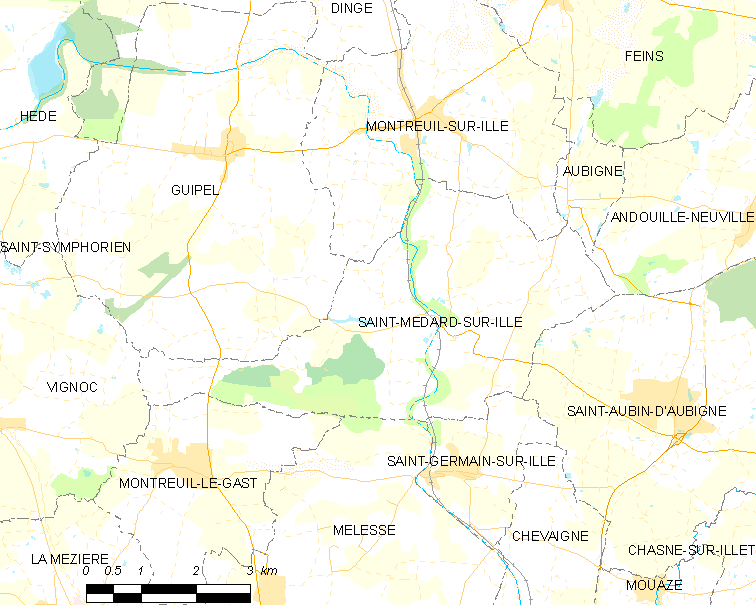
Carte de la commune.

| Guipel            | Montreuil-sur-Ille              | Aubigné               |
| Vignoc            | Saint-Médard-sur-Ille           | Andouillé-Neuville    |
| Montreuil-le-Gast | Melesse, Saint-Germain-sur-Ille | Saint-Aubin-d'Aubigné |

### Transports

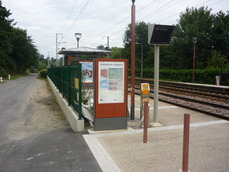
Halte SNCF.

Il y a une halte de la ligne Rennes - Saint-Malo dans le village.

### Hydrographie
Pour un article plus général, voir Réseau hydrographique d'Ille-et-Vilaine.
La commune est située dans le bassin Loire-Bretagne. Elle est drainée par le canal d'Ille et Rance, l'Ille, l'Andouillé, le ruisseau du Pont colin, la Jandière, le Pont Colin, l'Étang de la Ménardière, la Moutonnais et le ruisseau des Maraigers,,.
Le canal d'Ille-et-Rance est un canal, chenal et un cours d'eau naturel navigable, d'une longueur de 84 km, prend sa source dans la commune de Montreuil-sur-Ille et se jette  dans l'Ille à Saint-Grégoire, après avoir traversé 25 communes. 
L'Ille, d'une longueur de 49 km, prend sa source dans la commune de Dingé et se jette  dans la Vilaine à Rennes, après avoir traversé onze communes. 
L'Andouillé, d'une longueur de 11 km, prend sa source dans la commune de Sens-de-Bretagne et se jette  dans l'Ille sur la commune, après avoir traversé trois communes. 

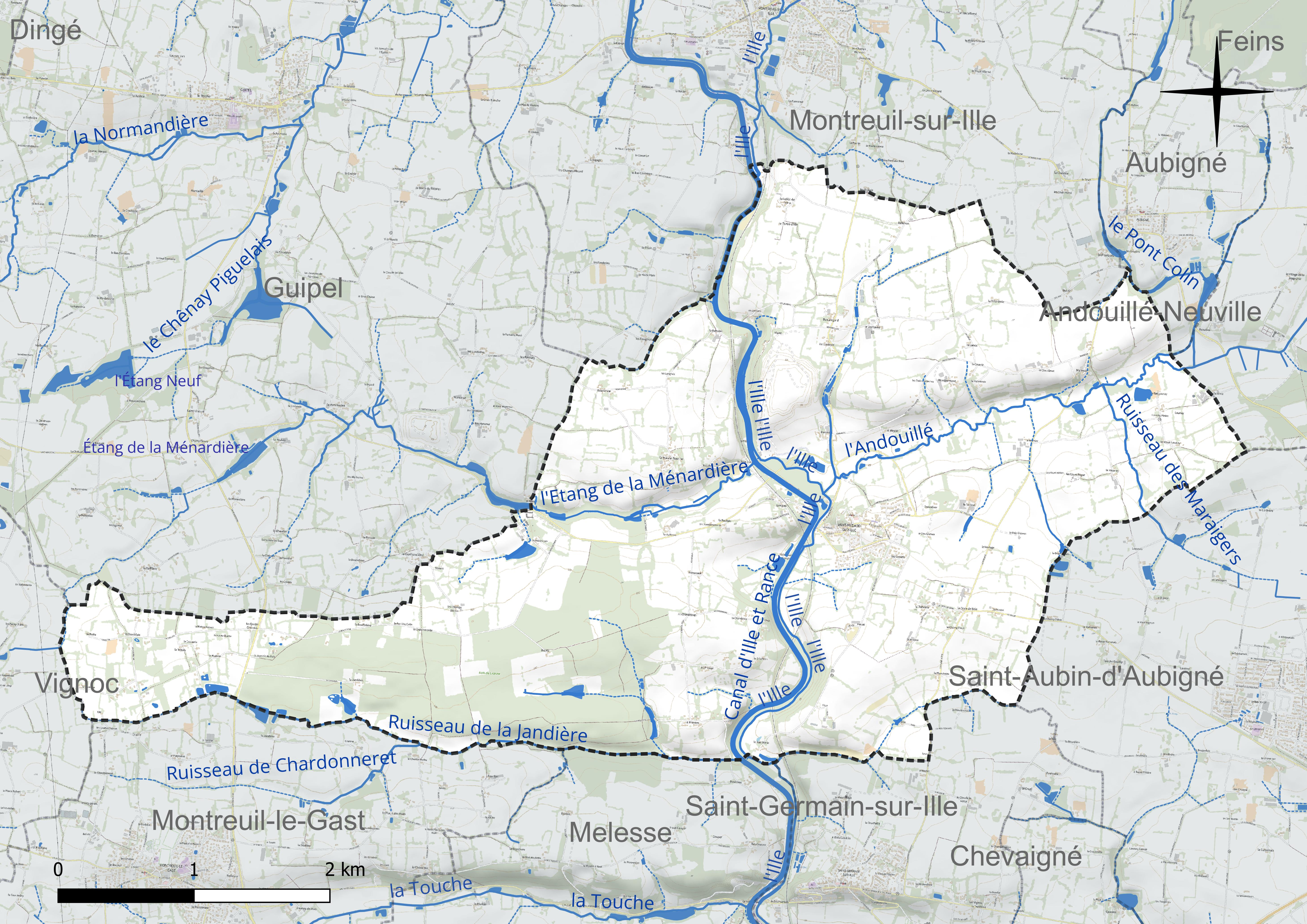
Réseau hydrographique de Saint-Médard-sur-Ille.

### Climat
Pour des articles plus généraux, voir Climat de la Bretagne et Climat d'Ille-et-Vilaine.
En 2010, le climat de la commune est de type climat océanique altéré, selon une étude du CNRS s'appuyant sur une série de données couvrant la période 1971-2000. En 2020, Météo-France publie une typologie des climats de la France métropolitaine dans laquelle la commune est exposée à un climat océanique et est dans la région climatique  Bretagne orientale et méridionale, Pays nantais, Vendée, caractérisée par une faible pluviométrie en été et une bonne insolation. Parallèlement l'observatoire de l'environnement en Bretagne publie en 2020 un zonage climatique de la région Bretagne, s'appuyant sur des données de Météo-France de 2009. La commune est, selon ce zonage, dans la zone « Intérieur Est », avec des hivers frais, des étés chauds et des pluies modérées.  
Pour la période 1971-2000, la température annuelle moyenne est de 11,3 °C, avec une amplitude thermique annuelle de 12,7 °C. Le cumul annuel moyen de précipitations est de 769 mm, avec 12,6 jours de précipitations en janvier et 7,2 jours en juillet. Pour la période 1991-2020, la température moyenne annuelle observée sur la station météorologique la plus proche, située sur la commune de Feins à 6 km à vol d'oiseau, est de 11,9 °C et le cumul annuel moyen de précipitations est de 816,2 mm,. Pour l'avenir, les paramètres climatiques de la commune estimés pour 2050 selon différents scénarios d'émission de gaz à effet de serre sont consultables sur un site dédié publié par Météo-France en novembre 2022.

## Urbanisme

### Typologie
Au 1er janvier 2024, Saint-Médard-sur-Ille est catégorisée bourg rural, selon la nouvelle grille communale de densité à sept niveaux définie par l'Insee en 2022.
Elle est située hors unité urbaine. Par ailleurs la commune fait partie de l'aire d'attraction de Rennes, dont elle est une commune de la couronne,. Cette aire, qui regroupe 183 communes, est catégorisée dans les aires de 700 000 habitants ou plus (hors Paris),.

### Occupation des sols
L'occupation des sols de la commune, telle qu'elle ressort de la base de données européenne d'occupation biophysique des sols Corine Land Cover (CLC), est marquée par l'importance des territoires agricoles (78,3 % en 2018), en diminution par rapport à 1990 (80,5 %). La répartition détaillée en 2018 est la suivante : 
zones agricoles hétérogènes (52,4 %), forêts (18,4 %), terres arables (13,4 %), prairies (12,5 %), zones urbanisées (1,8 %), mines, décharges et chantiers (1,5 %). L'évolution de l'occupation des sols de la commune et de ses infrastructures peut être observée sur les différentes représentations cartographiques du territoire : la carte de Cassini (XVIIIe siècle), la carte d'état-major (1820-1866) et les cartes ou photos aériennes de l'IGN pour la période actuelle (1950 à aujourd'hui).

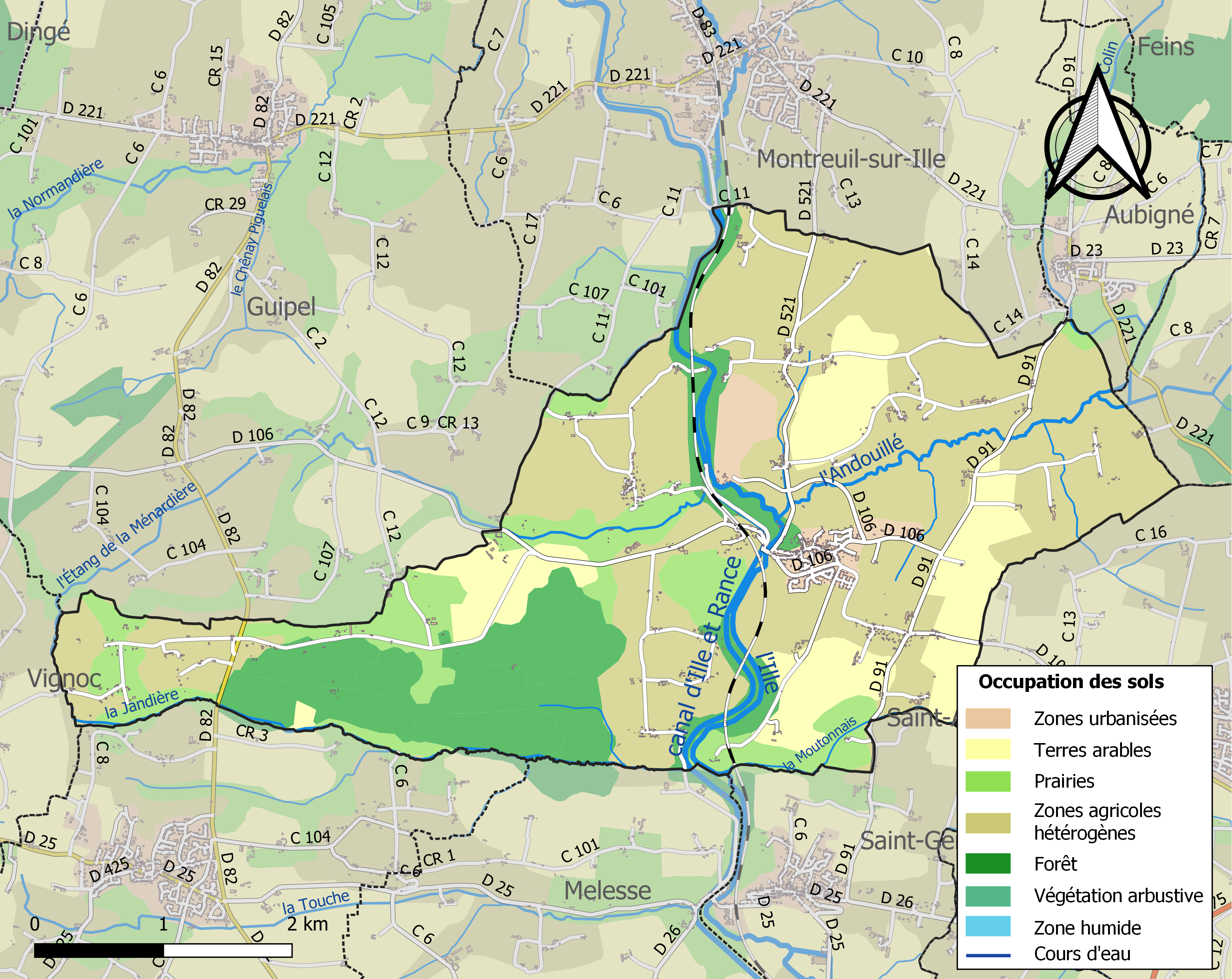
Carte des infrastructures et de l'occupation des sols de la commune en 2018 (CLC).

## Toponymie
Le nom de la localité est attesté sous les formes Ecclesia Sancti Madardi super Illam en 1197, ecclesia Sancti Medardi super Insulam en 1516[réf. nécessaire].
Saint-Médard-sur-Ille porte le nom de son église dédiée à Médard, évêque de Noyon, et du cours d'eau Ille.

## Histoire
Le passage à niveau situé dans la commune où la route départementale 106 franchissait la voie ferrée reliant Rennes à Saint-Malo a connu deux collisions graves, en 2007 et 2011. Dans les deux cas, un train de voyageurs a percuté un poids-lourd.
Le passage à niveau est aujourd'hui fermé et un viaduc relie les deux parties de la commune.

## Identité visuelle

### Logo communal
La nouvelle municipalité de Noël Bournonville a réalisé une consultation citoyenne dans l'édition du premier Bulletin municipal de l'équipe, en soumettant trois logos à l'avis des habitants de la commune.
Ces trois logos ont été réalisés par les membres de la commission communication, avec la volonté d'élaborer une symbolique mieux représentative de la commune de Saint-Médard-sur-Ille. Les logos proposés reposaient sur deux axes :
- une volonté d'avancée commune : chacun des logos contenait l'idée d'évolution ;
- la mise en valeur du patrimoine médardais, avec trois couleurs piliers de la commune : l'orange, symbole de l'agriculture et du sol à la roche orangée, le bleu, pour le canal passant au cœur de la commune, le vert, pour souligner la large place de la nature et l'attitude respectueuse envers l'environnement.

Finalement, le logo retenu par la municipalité se base sur le choix majoritaire des habitants :

### Héraldique
Sur le plan historique, la commune de Saint-Médard-sur-Ille dispose d'un blason.
| Blason de Saint-Médard-sur-Ille | Blason  | D'azur semé alternativement de fleurs de lys d'argent et de papillons d'or. |
| Blason de Saint-Médard-sur-Ille | Détails | Le statut officiel du blason reste à déterminer.                            |

## Politique et administration

### Administration municipale
| Période                                  | Période           | Identité                      | Étiquette | Qualité                                              |
| ---------------------------------------- | ----------------- | ----------------------------- | --------- | ---------------------------------------------------- |
| Les données manquantes sont à compléter. |                   |                               |           |                                                      |
| octobre 1896                             | mai 1900          | Pierre Marie Ange Lefilleul   |           | Boucher                                              |
| mai 1900                                 | 1934              | François dit Francis Bedaults |           | Négociant                                            |
| 1934                                     | 1944              | Emmanuel Guihard              |           | Agriculteur                                          |
| novembre 1944                            | 1945              | Yves Doualin                  |           | Journaliste                                          |
| 1945                                     | 1965              | Jean-Louis Bourgin            | SFIO      |                                                      |
| 1958                                     | mars 1977         | Joseph Trotard                |           |                                                      |
| mars 1977                                | 1979              | Marcel Fraleux                |           |                                                      |
| 1979                                     | mars 1998 (décès) | Octave Jus                    |           | Ancien postier Vice-président de la CC du Val d'Ille |
| avril 1998                               | mars 2008         | Dominique Guérin              | DVG       | Responsable informatique                             |
| mars 2008                                | décembre 2017     | Lionel Van Aertryck           | DVG       | Ingénieur en informatique                            |
| décembre 2017                            | En cours          | Noël Bournonville             | DVG       | Magasinier vendeur                                   |

### Jumelages
Avec les dix-huit autres communes de la communauté de communes du Val d'Ille-Aubigné, Saint-Médard-sur-Ille est jumelé avec :
- Chedzoy (Royaume-Uni) depuis 2003
- Middlezoy (Royaume-Uni) depuis 2003
- Westonzoyland (Royaume-Uni) depuis 2003

## Démographie
L'évolution du nombre d'habitants est connue à travers les recensements de la population effectués dans la commune depuis 1793. Pour les communes de moins de 10 000 habitants, une enquête de recensement portant sur toute la population est réalisée tous les cinq ans, les populations de référence des années intermédiaires étant quant à elles estimées par interpolation ou extrapolation. Pour la commune, le premier recensement exhaustif entrant dans le cadre du nouveau dispositif a été réalisé en 2007.
En 2022, la commune comptait 1 350 habitants, en évolution de +3,29 % par rapport à 2016 (Ille-et-Vilaine : +5,46 %, France hors Mayotte : +2,11 %).
| 1793 | 1800 | 1806  | 1821  | 1831 | 1836 | 1841 | 1846  | 1851  |
| ---- | ---- | ----- | ----- | ---- | ---- | ---- | ----- | ----- |
| 939  | 922  | 1 009 | 1 036 | 943  | 954  | 985  | 1 040 | 1 061 |

| 1856  | 1861  | 1866  | 1872  | 1876  | 1881  | 1886  | 1891  | 1896  |
| ----- | ----- | ----- | ----- | ----- | ----- | ----- | ----- | ----- |
| 1 028 | 1 115 | 1 080 | 1 109 | 1 143 | 1 130 | 1 116 | 1 075 | 1 031 |

| 1901  | 1906  | 1911  | 1921 | 1926 | 1931 | 1936 | 1946 | 1954 |
| ----- | ----- | ----- | ---- | ---- | ---- | ---- | ---- | ---- |
| 1 018 | 1 054 | 1 042 | 904  | 862  | 810  | 822  | 843  | 811  |

| 1962 | 1968 | 1975 | 1982  | 1990  | 1999  | 2006  | 2007  | 2012  |
| ---- | ---- | ---- | ----- | ----- | ----- | ----- | ----- | ----- |
| 780  | 736  | 753  | 1 002 | 1 040 | 1 154 | 1 274 | 1 292 | 1 331 |

| 2017  | 2022  | - | - | - | - | - | - | - |
| ----- | ----- | - | - | - | - | - | - | - |
| 1 287 | 1 350 | - | - | - | - | - | - | - |

## Lieux et monuments
- Église Saint-Médard datant du XVIIIe siècle.
- Chapelle Sainte-Anne-des-Bateliers (1954).
- Château du Boisgeffroy des XIIIe siècle et XVIIIe siècle.
- Écluse et maison éclusière du canal d'Ille-et-Rance.
- Monument aux morts.

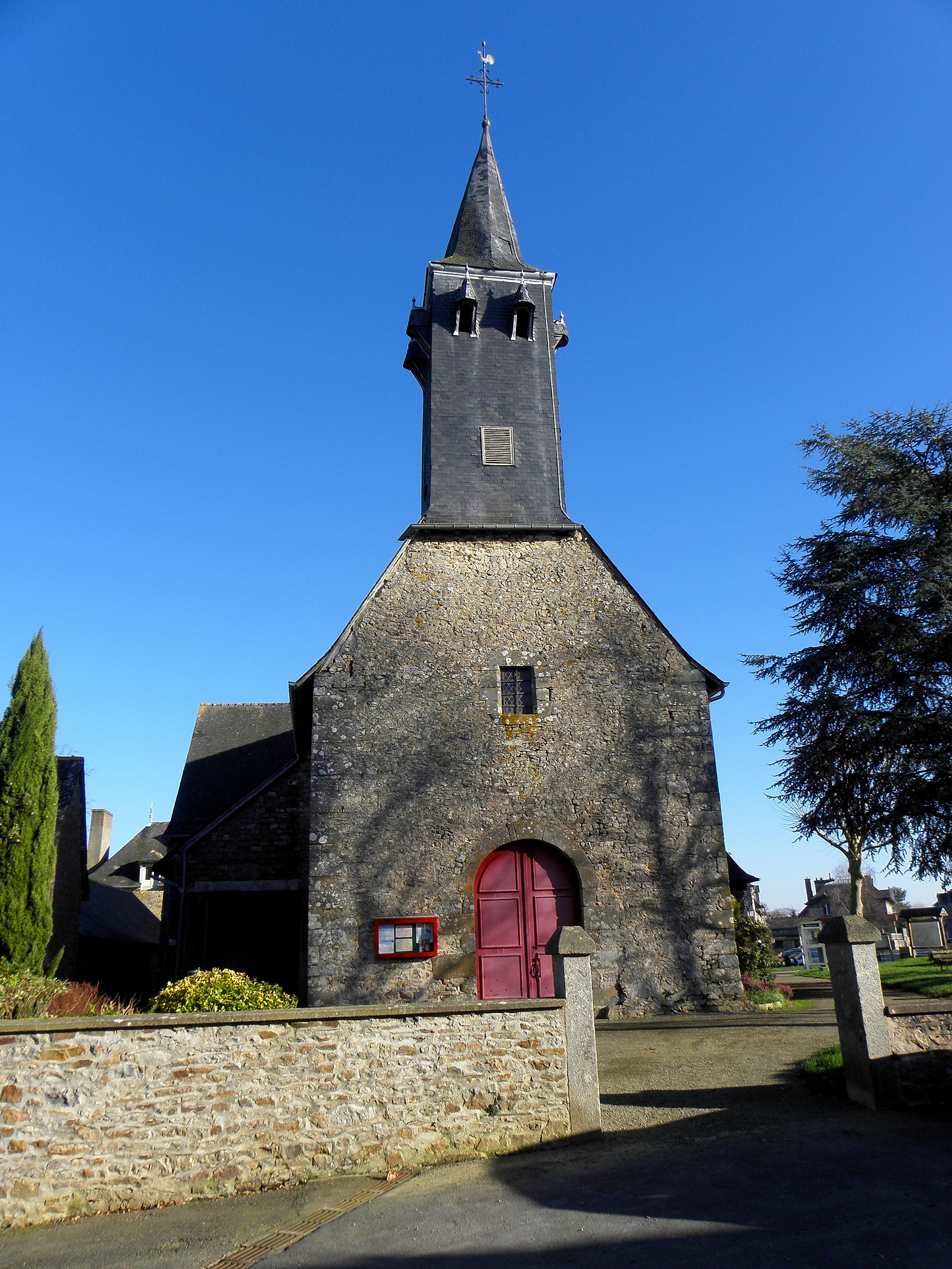
Façade occidentale de l'église Saint-Médard.
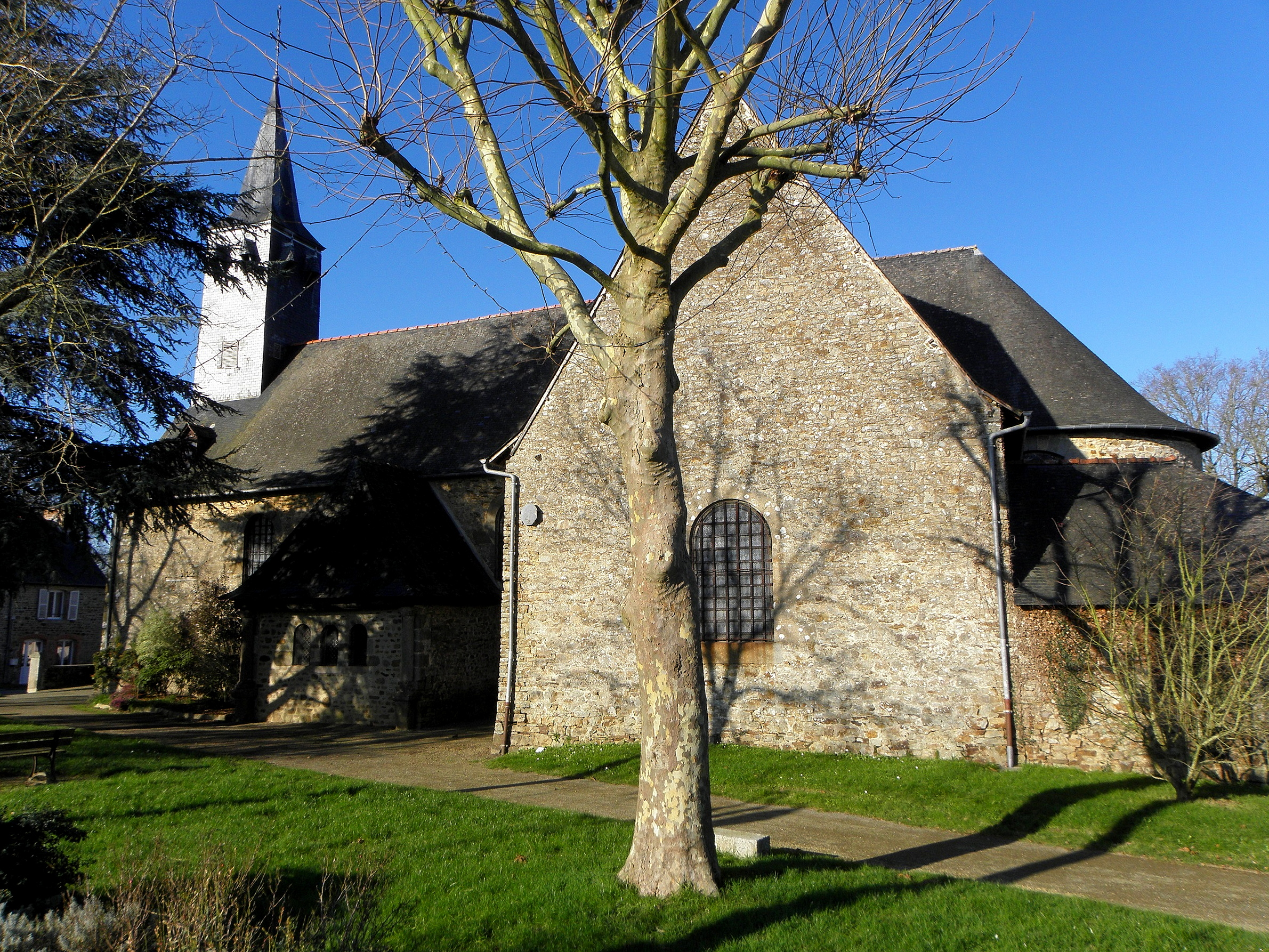
Flanc sud de l'église Saint-Médard.
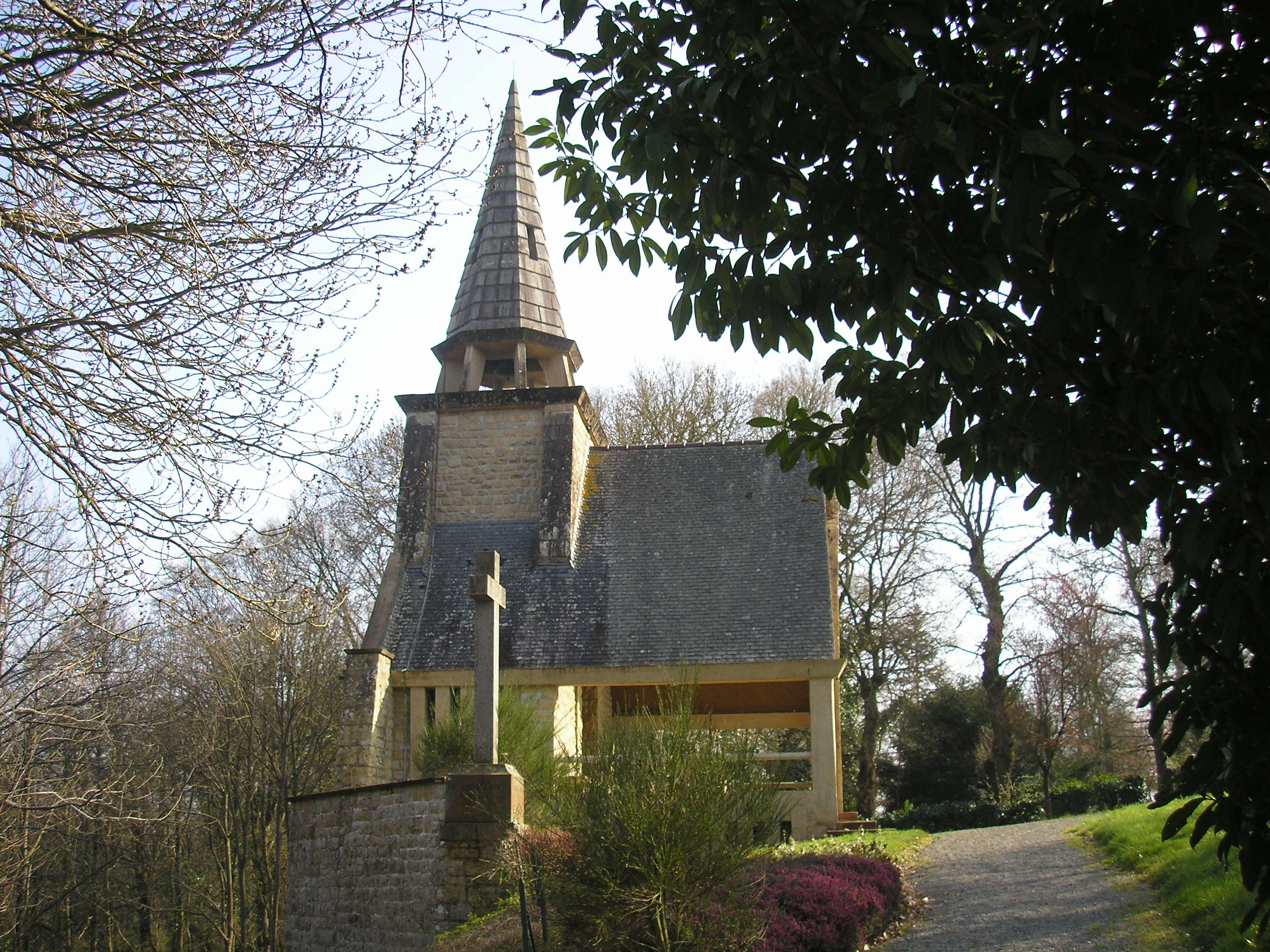
La chapelle Sainte-Anne-des-Bateliers.
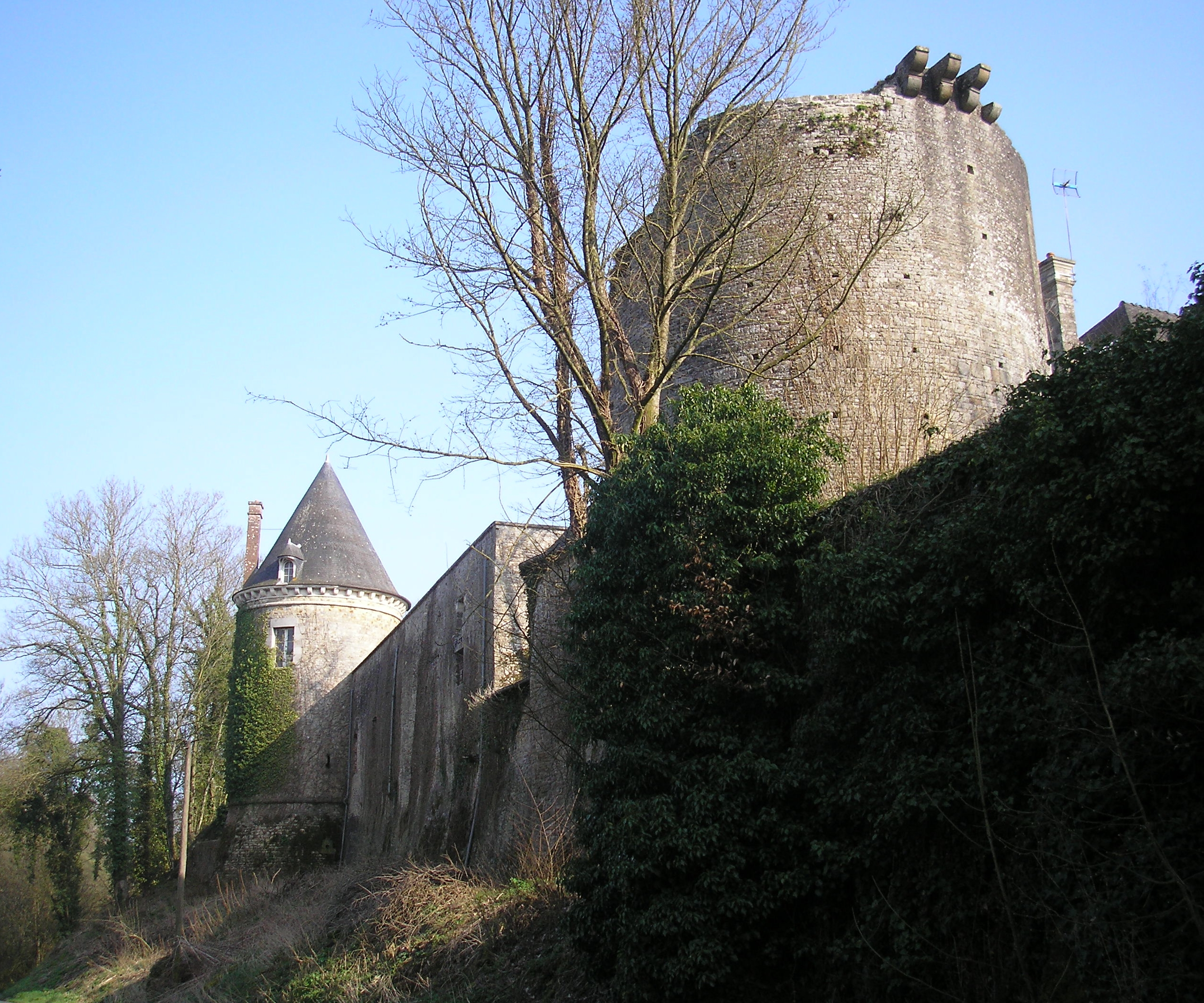
Le château du Boisgeffroy.
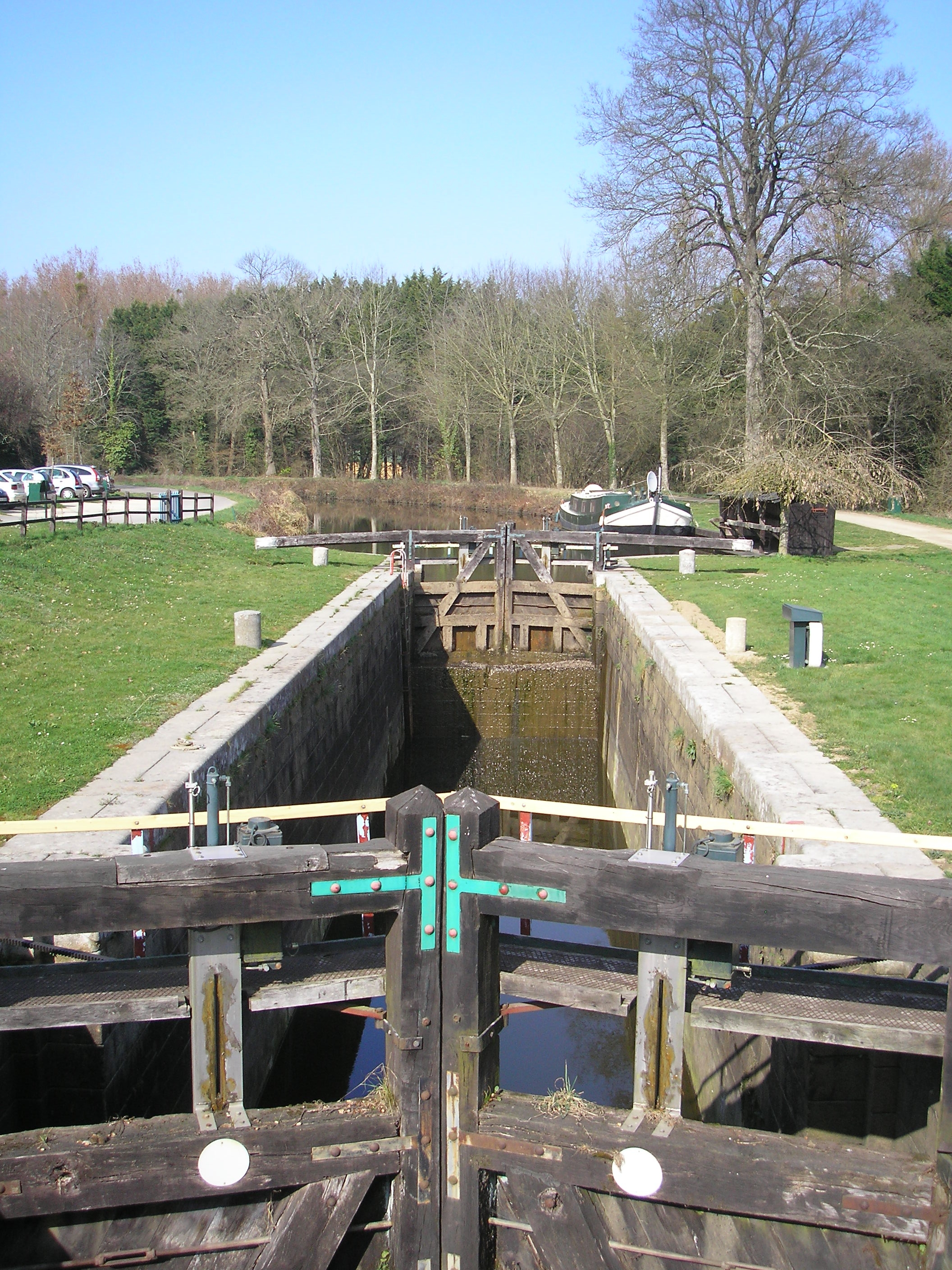
Écluse sur le canal d'Ille-et-Rance.
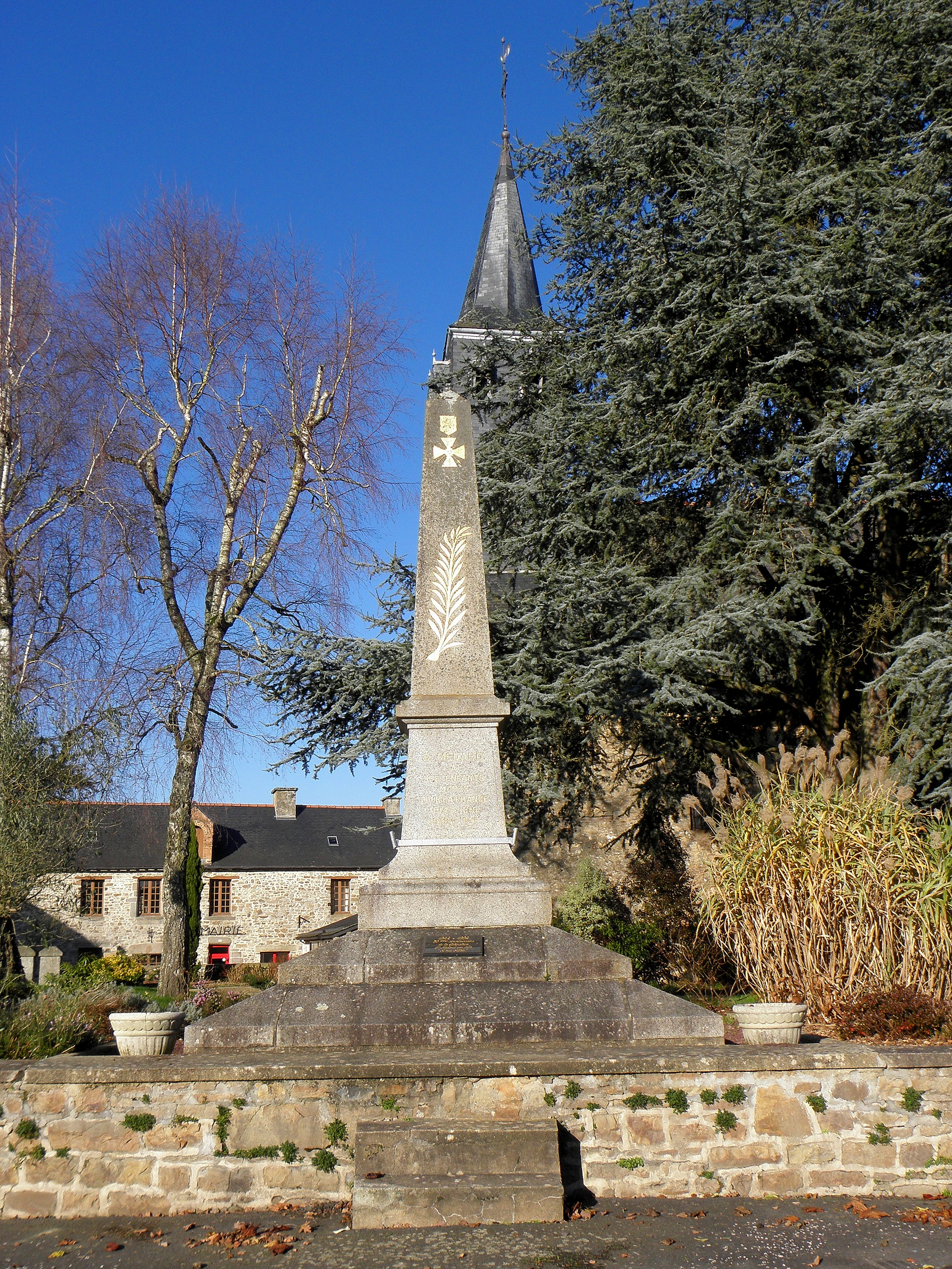
Monument aux morts.

## Personnalités liées à la commune
- Famille Barrin (branche de Boisgeffroy).